# Aliança Mar Blava
Aliança Mar Blava és una plataforma nascuda a Eivissa a partir de les històriques manifestacions de protesta de 2014 per aturar els projectes d'investigació, exploració i explotació d'hidrocarburs en aigües de la Mediterrània. La seva constitució com associació aglutinà a grups de caràcter informal com "Eivissa Antipetrolífera", "Balears Diu No" i altres. Actualment hi participen oficialment més de 100 entitats públiques i privades, com el Consell d'Eivissa, el Consell de Menorca, el Consell de Mallorca i diversos ajuntaments de Balears, País Valencià i Catalunya.